# 江差町
江差町（日语：／ Esashi chō）是北海道檜山振興局的町，西邊面向日本海，也是檜山振興局辦公室的所在地。江差町與函館市、松前町同為日本人進入北海道最早開發的地區，在江戶時代因附近有鯡魚漁場以及成為「北前船」的商船航線的航點之一而開始繁榮。江差町是北海道民謠江差追分的發源地， 也是日本最美麗的村莊聯盟的成員之一。
町名源自阿伊努語「e-sa-us-i」，有海岬的意思。町名發音與同樣位於北海道的枝幸町（えさしちょう）有一樣的語源。

## 歷史
江差町在1869年先後隸屬函館縣、弘前縣、青森縣管轄，直到1872年北海道地區設置北海道開拓使後改隸屬北海道開拓使管轄，並數制戶長役場。1900年7月1日：江差町成立為北海道一級町。1906年4月1日：泊村成立為北海道二級村。1955年2月11日：江差町和泊村合併為新設立的江差町。

## 交通

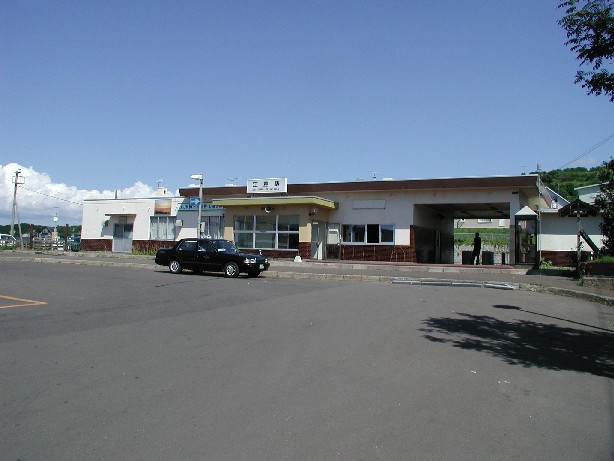
江差車站

### 港口
- 江差港
  - 東日本海渡輪：江差 - 奧尻

### 鐵路
過去曾經有北海道旅客鐵道營運的江差線通過，現已廢線。
- 北海道旅客鐵道
  - 江差線：江差車站

### 道路
| 一般國道 - 國道227號 - 國道228號 - 國道229號 | 主要地方道 - 北海道道5號江差木古內線 道道 - 北海道道215號江差停車場線 - 北海道道460號乙部厚澤部線 - 北海道道935號小黑部鰔川線 |

### 巴士
- 函館巴士

## 觀光景點
| - 姥神大神宮 - 五厘澤溫泉 - 砂坂海岸 - 鷗島海水浴場 - 舊中村家住宅 - 舊檜山爾志郡役所 - 開陽丸青少年研修中心 - 姥神大神宮渡御祭（每年8月） - 江差追分全國大會（每年9月） | - 舊中村家住宅（國指定重要文化財） - 開陽丸遺跡（埋蔵文化財） - 舊檜山爾志郡役所庁舎（北海道指定有形文化財） - 正覺院寛保津波碑（北海道指定有形文化財）：位於正覺院 - 法華寺寬保津波碑（北海道指定有形文化財）：位於法華寺 - 江差姥神町横山家（北海道指定有形民俗文化財） - 江差姥神神社祭禮山車、神功山人形御呼附屬品（北海道指定有形民俗文化財） - 江差姥神神社祭禮山車松寶丸（北海道指定有形民俗文化財） - 江差沖揚げ音頭（北海道指定無形民俗文化財） - 江差五勝手鹿子舞（北海道指定無形民俗文化財） - 江差三下（北海道指定無形民俗文化財） - 江差追分（北海道指定無形民俗文化財） - 江差餅つき囃子（北海道指定無形民俗文化財） - 檜山奉行所正門（江差町指定有形文化財） - 舊關川家別莊（江差町指定有形文化財） - 金丸家住宅母屋及土藏（江差町指定有形文化財） - 江差鮫舞蹈（江差町指定無形民俗文化財） - 江差田澤鹿子舞（江差町指定無形民俗文化財） - 江差土場鹿子舞（江差町指定無形民俗文化財） |

## 教育

### 高等學校
- 道立北海道江差高等學校 （页面存档备份，存于）

### 中學校
| - 江差町立江差中學校 | - 江差町立江差北中學校 |

### 小學校
| - 江差町立江差小學校 | - 江差町立江差北小學校 | - 江差町立南丘小學校 |

## 姊妹市・友好都市

### 日本
- 能登川町（滋賀縣）：姊妹都市，已於2006年1月1日併入東近江市。
- 珠洲市（石川縣）：友好都市

## 外部連結
- （日語）江差傳統觀光協會
- （日語）江差歷町商店街協同組合
- （日語）松前、上之國、江差三町廣域觀光協進會（北海道歷史俱樂部）
- （日語）檜山廣域行政組合 （页面存档备份，存于）
- （日語）江差測候所 （页面存档备份，存于）
- 江差景點旅遊 （页面存档备份，存于）